# HRT F112
De HRT F112 is een Formule 1-auto, die in 2012 wordt gebruikt door het Formule 1-team van HRT.

## Onthulling
De F112 zou eigenlijk al op 21 februari 2012 onthuld worden, maar omdat de auto niet door de verplichte FIA-crashtests heenkwam, werd de onthulling uitgesteld. Op 24 februari kwam de auto uiteindelijk door de laatste crashtests. HRT wou de auto eigenlijk tijdens de laatste wintertest op het Circuit de Catalunya laten debuteren op de zondag, maar dit kwam te vroeg. Op 5 maart 2012 werd de auto gepresenteerd en kreeg het een shakedown op het Circuit de Catalunya. De auto wordt in de races bestuurd door Narain Karthikeyan en Pedro de la Rosa.

## Technisch
| Details   | Details                   |
| --------- | ------------------------- |
| Ontwerper | Jacky Eeckelaert          |
| Motor     | Cosworth 2400 cc V8 (90°) |
| Banden    | Pirelli                   |

## Resultaten
| Kleur  | Resultaat                              |
| ------ | -------------------------------------- |
| Goud   | Winnaar                                |
| Zilver | Tweede plaats                          |
| Brons  | Derde plaats                           |
| Groen  | Gefinisht (punten behaald)             |
| Blauw  | Gefinisht (geen punten behaald)        |
| Blauw  | Niet geklasseerd (NC)                  |
| Paars  | Uitgevallen (DNF)                      |
| Rood   | Niet gekwalificeerd (DNQ)              |
| Zwart  | Gediskwalificeerd (DSQ)                |
| Wit    | Niet gestart (DNS)                     |
| Blanco | Gewond (INJ)                           |
| Blanco | Uitgesloten (EX)                       |
| Blanco | Teruggetrokken (WD) / Niet deelgenomen |
| P      | Poleposition                           |
| S      | Snelste ronde                          |

(vetgedrukte resultaten zijn pole position en schuin gedrukte resultaten zijn snelste rondes)
| Jaar | Chassis | Motor              | Banden | Coureurs           | 1   | 2   | 3   | 4   | 5   | 6   | 7   | 8   | 9   | 10  | 11  | 12  | 13  | 14  | 15  | 16  | 17  | 18  | 19  | 20  | Punten | WK-plaats |
| ---- | ------- | ------------------ | ------ | ------------------ | --- | --- | --- | --- | --- | --- | --- | --- | --- | --- | --- | --- | --- | --- | --- | --- | --- | --- | --- | --- | ------ | --------- |
| 2012 | F112    | Cosworth CA2012 V8 | P      |                    | AUS | MAL | CHN | BHR | ESP | MON | CAN | EUR | GBR | GER | HUN | BEL | ITA | SIN | JPN | KOR | IND | ABU | USA | BRA | 0      | 12e       |
| 2012 | F112    | Cosworth CA2012 V8 | P      | Pedro de la Rosa   | DNQ | 21  | 21  | 20  | 19  | DNF | DNF | 17  | 20  | 21  | 22  | 18  | 18  | 17  | 18  | DNF | DNF | 17  | 21  | 17  | 0      | 12e       |
| 2012 | F112    | Cosworth CA2012 V8 | P      | Narain Karthikeyan | DNQ | 22  | 22  | 21  | DNF | 15  | DNF | 18  | 21  | 23  | DNF | DNF | 19  | DNF | DNF | 20  | 21  | DNF | 22  | 18  | 0      | 12e       |

Red Bull RB8 ·
McLaren MP4-27 ·
Ferrari F2012 ·
Mercedes F1 W03 ·
Lotus E20 ·
Force India VJM05 ·
Sauber C31 ·
Toro Rosso STR7 ·
Williams FW34 ·
Caterham CT01 ·
HRT F112 ·
Marussia MR01